# Shigelosis
La shigelosis es una forma de disentería, una enfermedad infecciosa ocasionada por un grupo de bacterias gramnegativas del género Shigella.

## Etiopatogenia
Son patógenos exclusivamente humanos. La transmisión es fecal-oral. La presencia de shigellas en alimentos o aguas es indicativo de contaminación fecal de los mismos.
La infección se puede producir a través de alimentos, agua, objetos o moscas que estén contaminados. Las shigellas requieren un bajo inóculo de bacterias para dar lugar a la gastroenteritis infecciosa (10-200 unidades formadoras de colonias).
Puede considerarse una enfermedad de transmisión sexual al transmitirse por contacto con las heces de la persona infectada, si se produce un contacto sexual de manera oral-anal.

## Cuadro clínico
La mayoría de las personas infectadas con Shigella presentan diarrea inflamatoria, fiebre elevada, dolor abdominal agudo, vómitos y náuseas un día o dos después de infectarse. La diarrea es a casi siempre mucosanguinolenta e inodora.

### Evolución
En algunas personas, especialmente en los niños de corta edad y los ancianos, la diarrea puede ser tan grave que el paciente necesite ser hospitalizado. Una infección aguda con fiebre elevada también puede ir acompañada de ataques o convulsiones en niños menores de 2 años.

## Tratamiento
El tratamiento para la shigelosis consiste en la restitución de líquidos perdidos por el enfermo como consecuencia de la diarrea. La rehidratación oral es generalmente satisfactoria para la mayoría de los pacientes, pero ocasionalmente es necesario apelar a hidratación intravenosa en ciertos casos especiales. Sin antibióticos, la infección se resuelve entre 4 y 8 días para la mayoría de los casos. Las infecciones severas pueden durar desde 3 hasta 6 semanas.
El uso de antibióticos como trimetoprim-sulfametoxazol, ciprofloxacino, norfloxacino y ampicilina, por lo general, se reserva para pacientes muy jóvenes o ancianos y aquellos con infecciones severas con gran pérdida de líquidos o donde hay un alto riesgo de contagio hacia otras personas. Algunas cepas de la bacteria han desarrollado resistencia a los antibióticos.